# Kakejcov
Kakejcov település Csehországban, Rokycanyi járásban. Kakejcov Příkosice, Mešno, Kornatice, Nevid és Mirošov településekkel határos. Lakosainak száma 102 fő (2024. január 1.).

## Népesség
A település lakosságának változását az alábbi diagram mutatja:
| Lakosok száma | 199  | 243  | 240  | 148  | 137  | 85   | 92   | 97   | 91   | 102  |
|               | 1869 | 1900 | 1921 | 1961 | 1980 | 2011 | 2016 | 2019 | 2021 | 2024 |